# The Book Beri'ah - Binah
Binah est le disque numéro 3 du coffret The Book Beri'ah, troisième volet du projet Masada de John Zorn. Il est interprété par The Spike Orchestra, un grand orchestre britannique. Il est publié en tant qu'album en mars 2019.

## Titres
| No | Titre      | Durée |
| -- | ---------- | ----- |
| 1. | Levushim   | 8:00  |
| 2. | Damam      | 5:48  |
| 3. | Shamayim   | 5:28  |
| 4. | Tevunah    | 6:10  |
| 5. | Talpiot    | 7:48  |
| 6. | Posekim    | 4:14  |
| 7. | Kelim      | 5:03  |
| 8. | Machshavah | 10:12 |
| 9. | Ma'amarot  | 8:25  |

## Personnel
- Mike Wilkins - saxophone alto, clarinette
- Paul Booth - saxophone ténor, flute
- Josephine Davies - saxophones ténor et soprano
- Gemma Moore - saxophone baryton, clarinette basse
- Noel Langley - trompette, bugle
- George Hogg - trompette, bugle
- Yazz Ahmed - trompette, bugle
- Sam Eastmond - trompette, shofar
- Ben Greenslade-Stanton - trombone, synthétiseur
- Tim Smart - trombone
- Oren Marshall - tuba
- Moss Freed - guitare
- Elliott Galvin - claviers
- Mike Guy - accordéon
- Mark Lewandowski - basse
- Will Glaser - batterie, percussion